# Sympaestroides
Sympaestroides is een geslacht van rechtvleugeligen uit de familie sabelsprinkhanen (Tettigoniidae). De wetenschappelijke naam van dit geslacht is voor het eerst geldig gepubliceerd in 1942 door Willemse.

## Soorten
Het geslacht Sympaestroides  is monotypisch en omvat slechts de volgende soort:
- Sympaestroides retifolia (Haan, 1846)